# George T. Wood

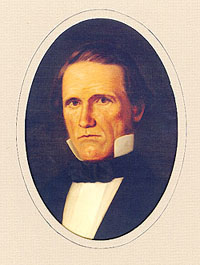
George T. Wood

George Tyler Wood (* 12. März 1795 in Cuthbert, Georgia; † 3. September 1858 nahe Point Black, Texas) war ein US-amerikanischer Soldat und Politiker. Von 1847 bis 1849 amtierte er als Gouverneur von Texas.
Wood wurde 1795 in Georgia geboren und bereits 1814 führte er während des Indianerkriegs eine Kompanie in die Schlacht am Horseshoe Bend in Alabama. Hierbei traf er auch das erste Mal mit Sam Houston und Edward Burleson zusammen. Nach dem Krieg arbeitete er als Kaufmann in seinem Geschäft in Cuthbert und war von 1837 bis 1838 Mitglied der Regierung von Georgia. Am 18. September 1837 heiratete er die Witwe und Mutter von drei Kindern Martha Evans Gindrat, mit der er ein weiteres Kind zeugte, bevor die Familie nach Texas zog.
1839 zog die ganze Familie mit ihren Sklaven nach Texas und siedelte bei Point Black am Trinity River im heutigen San Jacinto County. Hier führte er eine Plantage und sein eigenes Geschäft. Ab 1841 vertrat er das angrenzende Liberty County in der texanischen Regierung. 1846 wurde er Vorsitzender der demokratischen Gesellschaft und begann 1848 Jura zu studieren. Während des Mexikanisch-Amerikanischen Krieges führte er als Colonel eine Kompanie von Freiwilligen, die er auch in der Schlacht bei Monterrey führte.
Am 21. Dezember 1847 trat er als Nachfolger von James Pinckney Henderson, der sein Amt frühzeitig aufgab um im Krieg zu kämpfen, das Amt des Gouverneurs von Texas an und blieb im Amt bis zum 21. Dezember 1849. Sein Nachfolger wurde Peter Hansborough Bell. Danach führte er weiterhin seine Plantage. 1858 begann er mit dem Bau eines großen Hauses für die Familie, starb aber vor dessen Vollendung. Über das „T“ für seinen mittleren Namen kann nur spekuliert werden, da es Dokumente sowohl mit dem Namen Thomas als auch dem Namen Tyler gibt.